# Shlomo Shafir
Shlomo Shafir oder Schlomo Schafir (hebräisch שלמה שפירⓘ; geboren als Selimar Frenkel; 11. April 1924 in Berlin-Schöneberg – 8. Mai 2013 in Tel Aviv) war ein israelischer Journalist, Historiker und Chefredakteur der Zeitschrift des World Jewish Congress, Gesher. Im Ghetto Kaunas und später im KZ-Außenlager Kaufering IV – Hurlach, einem Außenlager des KZ Dachau, war er im zionistischen Untergrund aktiv. Als Redakteur und verantwortlicher Herausgeber der hebräischen Untergrund-Zeitschrift „Nitzotz“ (deutsch: ‚der Funke‘) spielte er im zionistischen Widerstand gegen den Nationalsozialismus eine wichtige Rolle.

## Leben

### Jugend
Shlomo Shafir wurde 1924 als Selimar Frenkel im Berliner Ortsteil Schöneberg geboren. Der Hauptwohnsitz der Familie lag in Eydtkuhnen, Ostpreußen (heute Tschernyschewskoje), wo Frenkel aufwuchs. Erzogen wurde er von seinem Vater und seiner Großmutter, da seine Mutter, Esther Frenkel, geb. Berkmann, schwer an Enzephalitis erkrankt war. Der Vater, Hermann Frenkel, war Mitinhaber einer Speditionsfirma. Später zog Selimar Frenkel nach Kaunas, der damaligen Hauptstadt des unabhängigen Litauens, wo er seit 1936 als hochbegabter Schüler das renommierte Hebräische Gymnasium Schwabe besuchte. Die hebräische Sprache, die er bereits seit seinem siebenten Lebensjahr zu lernen begonnen hatte, wurde zu einem wichtigen Instrument seines zionistischen Engagements. Das Abitur musste er im Juni 1941 nach der Sowjetisierung Litauens infolge des Hitler-Stalin-Paktes an einer staatlichen Mittelschule in Jiddisch ablegen. Das Ende der Unabhängigkeit Litauens brachte es mit sich, dass in der seit 1940 von der Sowjetarmee eingenommenen Hauptstadt Kaunas sowjetisches Recht zur Anwendung kam und das untersagte den Hebräisch-Unterricht an jüdischen Schulen.

### Zionistische Untergrundbewegung „Irgun Brith Zion“ und zionistische Untergrundzeitung „Nitzotz“ (1944–1945)

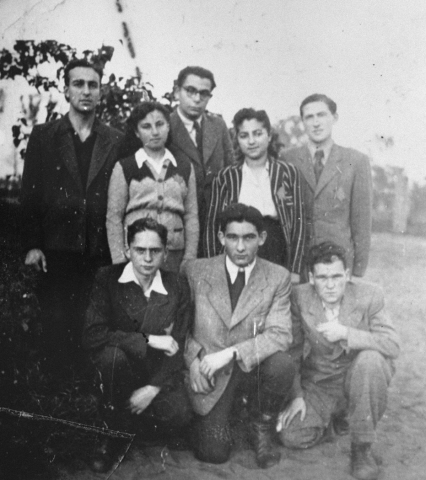
Aufnahme der Mitglieder des Irgun Brith Zion im Ghetto Kauen, 1943. Selimar Frenkel stehend in der Mitte hinten

Frenkel war von Anfang an in der 1940 gegründeten Untergrundbewegung „Irgun Brith Zion“ (IBZ) aktiv, in der sich überwiegend junge Zionisten politisch und kulturell engagierten. Die meisten Mitglieder vertraten einen gemäßigten sozialistischen Kurs, aber auch religiöse Anhänger von Bne Akiwa und einzelne eher rechtsnationale Revisionisten sammelten sich in der IBZ. Zunächst im aus dem Ghetto Kaunas errichteten KZ Kauen und später im Außenlagerkomplex Kaufering des KZ Dachau war Frenkel Mitglied des anti-nationalsozialistischen Widerstands sowie der Untergrundzeitung der IBZ Nitzotz. Diese heimlich herausgegebene und handschriftlich verfasste Zeitung in hebräischer Sprache erschien mit 28 Ausgaben im Ghetto Kaunas und später unter schwierigsten Bedingungen auch mit zwei in den Außenlagern II – Igling und fünf in Kaufering I – Landsberg. Sie beschäftigte sich mit der Zukunft im Land Israel, den Verbrechen an den Juden und den politischen Konsequenzen daraus (darunter etwa Restitutionen sowie den Umgang mit Kriegsverbrechern). Fünf der insgesamt 42 Exemplare von Nitzotz konnten dank der Hilfe des in Dachau internierten luxemburgischen Priesters Abbé Jules Jost und eines spanischen Gefangenen gerettet werden. Sie finden sich heute in Yad Vashem und liegen in englischer Übersetzung vor.

### Von Kaunas nach Dachau und Kaufering (1944–1945)
Als die Rote Armee im Juni 1944 die deutsche Besetzung Litauens beendete, wurde das KZ Kauen am 14. Juli 1944 aufgelöst. Frenkel wurde daraufhin mit den Juden, die überlebt hatten, über das KZ Stutthof in den Außenlagerkomplex Kaufering des KZ Dachau abtransportiert, während ein anderer Zug andere Häftlinge nach Auschwitz brachte. In Kaufering übernahm Frenkel editorische Verantwortung für das weitere Erscheinen von Nitzotz trotz widrigster Umstände. Er beschrieb diese Umstände mit den Worten: „Die Lebensbedingungen in den Hütten und Zelten, die im Herbst und Winter die Feuchtigkeit absorbierten, waren sehr viel härter als im Ghetto, und man konnte es sich schwer vorstellen, dass es nach der Zwangsarbeit von zwölf Stunden und zusätzlich einem kilometerlangen Fußmarsch möglich wäre, noch irgendeine zionistische Aktivität zu unternehmen.“
Im November 1944 wurde er von Kaufering II – Igling ins Lager Kaufering I – Landsberg verlegt, wo er seinen Vater wiedertraf und die Lebensbedingungen besser waren. Dort widmete er sich mit viel Energie trotz permanenter Lebensgefahr dem Widerstand: Neben seiner Arbeit für Nitzotz organisierte er Treffen mit zionistisch gesinnten Mitgefangenen aus Kaunas und veranstaltete Gedenkstunden, Vorträge und Diskussionsrunden in hebräischer Sprache. Seine Aktivitäten, die bei Entdeckung sofort mit dem Tode bestraft worden wären, blieben unentdeckt.

### Befreiung und die ersten Jahre danach (1945–1948)
Zusammen mit seinem Vater wurde Selimar Frenkel am 29. April 1945 im Lager Dachau befreit. Hermann Frenkel überlebte die Befreiung des Konzentrationslagers Dachau nur drei Wochen und wurde auf dem Waldfriedhof Dachau begraben. Selimar Frenkel gehörte nach dem Krieg zu den Mitbegründern der „Histadrut Ha-Zionit Ha-Achida“ (Vereinigte Zionistische Organisation) und war im Dezember 1946 Delegierter des 22. Zionistischen Weltkongresses. Nitzotz erschien auch nach dem Krieg und war nun als Zweiwochenschrift das einzige hebräische Sprachrohr der Überlebenden (hebr.: ‚She’erit Ha-Pletah‘). Sie erschien zunächst im DP-Lager in Landsberg und später, bis 1948, von München aus. Frenkel war in dieser Zeit nicht nur Redakteur von „Nitzotz“, sondern auch der Parteizeitung von Poale Zion (deutsch: ‚Arbeiter Zions‘). Zudem wirkte er als Exekutivmitglied der „Vereinigten Zionistischen Organisation“ und später auch der Mapai in Deutschland.
Ende Mai 1947 heiratete er Mina, geborene Kaminski. Nach ihrer Befreiung war Mina noch einmal für wenige Monate ins sowjetische Litauen zurückgekehrt. Dort rettete sie einen Almanach aus der Vorkriegszeit, in dem junge Mitglieder der IBZ (Ma’apilim), zu denen auch sie gehörte, Erinnerungen und Exzerpte aus dem Nitzotz aufgeschrieben hatten. Der Almanach, der heute in Yad Vashem aufbewahrt wird, ist das einzige Original, das die Frühzeit von Nitzotz dokumentiert.

### Sein Leben in Israel (1948–2013)
Im April 1948, kurz vor Gründung des Staates Israel, entschied sich das junge Paar zur Einwanderung nach Israel (Alija). Von diesem Zeitpunkt an nahm Selimar Frenkel den hebräischen Namen Shlomo Shafir an. An der Hebräischen Universität Jerusalem studierte er Geschichte und schloss im Jahr 1961 das Studium mit einem M.A. ab.
Nach seinem Militärdienst wurde Shafir Mitarbeiter der Zeitung Davar, einer der größten Zeitungen in Israel und Organ der israelischen Arbeiterbewegung. Für diese Zeitung ging er 1964–1968 als Korrespondent in die USA. Während dieser Zeit verfasste er auch seine Promotion an der Georgetown University in Washington, D.C., die er 1971 mit der Arbeit The Impact of the Jewish Crisis on American-German Relations, 1933–1939 mit einem PhD in Geschichte abschloss.
Von 1974 bis 2005 verantwortete Shafir zudem als Chefredakteur die Vierteljahresschrift des World Jewish Congress, Gesher. In seinen historischen Publikationen beschäftigte er sich insbesondere mit dem deutsch-israelischen Verhältnis, genauer gesagt, dem Verhältnis von deutscher Sozialdemokratie, jüdischer Welt und Israel sowie dem Beziehungsdreieck USA – Israel – Deutschland seit 1945. Shafir ist Autor zweier Monografien sowie einer Vielzahl von wissenschaftlichen Beiträgen in Sammelbänden und Zeitschriften in englischer, deutscher und hebräischer Sprache (siehe Bibliografie). 1982 erhielt er das Bundesverdienstkreuz für seinen Beitrag zur Verbesserung der Beziehungen zwischen Israel und der Bundesrepublik. Seit 1996 arbeitete Shafir als wissenschaftlicher Mitarbeiter der Friedrich-Ebert-Stiftung in Israel, wo er als Ratgeber Expertisen zur politischen Situation verfasste.

## Veröffentlichungen (Auswahl)
- The Impact of the Jewish Crisis on American-German Relations: 1933–1939. Teil 1 und 2. UMI, Ann Arbor, Mich. 1971. (Zugleich: Dissertation, Washington, D.C., Georgetown University 1971).
- American Diplomats in Berlin [1933–1939] and their Attitude to the Nazi Persecution of the Jews. In: Yad Vashem Studies on the European Jewish Catastrophe and Resistance. 9, 1973, S. 71–104.
- George S. Messersmith: An Anti-Nazi Diplomat’s View of the German-Jewish Crisis. In: Jewish Social Studies. Band 35, 1973, Nr. 1, S. 32–41.
- Taylor und McDonald: Two Diverging Views on Zionism and the Emerging Jewish State. In: Jewish Social Studies. Band 1977, Nr. 4, S. 323–346.
- American Jewish Leaders and the Emerging Nazi Threat (1928–January 1933). In: American Jewish Archives. Band 31, 1979, Nr. 2 (November), S. 150–183.
- Asia wants peace between Israel and Egypt: A chat with Histadrut Secretary-General Y. Meshel on his return from the Asian Free Trade Unions Leaders Summit. Tel Aviv 1979.
- Nazi Guilt and Western Influence. In: Forum on the Jewish People, Zionism and Israel. Band 36, 1979, S. 99–107.
- Roosevelt. His Attitude Towards American Jews, the Holocaust and Zionism, [S.l.]: World Zionist Organization, 1982.
- Rooselvelt – his Attitude Towards American Jews, the Holocaust and Zionism. In: Forum on the Jewish People, Zionism and Israel. Band 44, 1982, S. 37–52.
- Gesher: ktav-ʻet li-shʼelot ḥaye ha-ʼuma, ḥoref - ʼaviv [5]742, shana 28; hanhala ha-yisreʼelit shel ha-qongres ha-yehudi ha-ʻolami (= „The Israel Executive of the World Jewish Congress“). Jerusalem 1982.
- Julius Braunthal and his Postwar Mediation Efforts between German and Israeli Socialists. In: Jewish Social Studies. Band 47, 1985, Nr. 3–4, S. 267–280.
- mit Bernard Avishai: The Tragedy of Zionism: Revolution and Democracy in the Land of Israel. (Book Review) In: Jewish Social Studies. Band, 1986, Nr. 2 (Frühling), S. 183–184.
- Yad Musheteth: יד מושטת : הסוציאלדמוקרטים הגרמנים ויחסם ליהודים ולישראל בשנים (ha-Sotsyaldemoḳraṭim ha-Germanim ṿe-yaḥasam la-Yehudim ule-Yiśraʼel ba-shanim 1945–1967) (hebräisch; „Die ausgestreckte Hand. Die deutschen Sozialdemokraten und ihre Beziehungen zu den Juden und Israel, 1945–1967“). Tel-Aviv 1986.
- Deutsche und Juden: Von der Pogromnacht bis zur Gegenwart. In: Gewerkschaftliche Monatshefte. Jahrgang 39 (1988), Heft 10, S. 577–591. (PDF; 177 kB)  ISSN 0016-9447
- Das Verhältnis Kurt Schumachers zu den Juden und zur Frage der Wiedergutmachung (engl.: The Attitude of Kurt Schumacher Towards the Jews and the Issue of Reparation). In: Willy Albrecht (Hrsg.): Kurt Schumacher als deutscher und europäischer Sozialist: Dokumentation einer internationalen Fachtagung im Kurt-Schumacher-Bildungszentrum der Friedrich-Ebert-Stiftung in Bad Münstereifel vom 6. bis 8. März 1987. Abteilung Politische Bildung der Friedrich-Ebert-Stiftung, Bonn 1988, S. 168–187. (= Materialien zur politischen Bildungsarbeit.)
- Kurt Schumacher, Die Juden. In: Die Tribüne. Zeitschrift zum Verständnis des Judentums. 28/112 (1989), S. 128–138.
- Eine ausgestreckte Hand? Frühe amerikanisch-jüdische Kontakte zu deutschen Sozialdemokraten in der Nachkriegszeit. In: Internationale wissenschaftliche Korrespondenz zur Geschichte der deutschen Arbeiterbewegung. (IWK), Jahrgang 25, Heft 2, Juni 1989, S. 174–187.
- Die SPD und die Wiedergutmachung gegenüber Israel. In: Ludolf Herbst, Constantin Goschler (Hrsg.): Wiedergutmachung in der Bundesrepublik Deutschland. München 1989 (= Schriftenreihe der Vierteljahrshefte für Zeitgeschichte. Sondernummer), ISBN 3-486-54721-6, S. 191–205 und 428.
- Raphael Patai: Nahum Goldmann: His Mission to the Gentiles. (Book Review) In: American Jewish Archives. Band 41, 1989, Heft 2, S. 233.
- The View of a Maverick Pacifist and Universalist: Rabbi Abraham Cronbach’s Plea for Clemency for Nazi War Criminals in 1945. In: American Jewish Archives. Band 42, 1990, Nr. 2, S. 147–154.
- Ha-‘nitzotz’ she-lo kaba. (The ‘Spark’, that was not Extinguished). In: Kesher. Nr. 9, Mai 1991, S. 52–57. (hebräisch, mit englischen Abstracts)
- Henry Morgenthau and his Involvement in Rescue in Germany and Errata Israel [in Hebrew with English Summary, title translation]. In: Yalkut Moreshet. (Tel-Aviv) Nr. 51, November 1991, S. 35–49. [„On Henry Morgenthau jr.’s Activities in the 1940s and 1950s“]
- Der jüdische Weltkongress und sein Verhältnis zu Nachkriegsdeutschland (1945–1967). In: Menora. Jahrbuch für deutsch-jüdische Geschichte. 3, 1992, S. 210–237. ISSN 0939-5563, ZDB-ID 10223629
- American Jews and Germany After 1945: Points of Connection and Points of Departure, Cincinnati 1993. (= American Jewish Archives).
- Die amerikanischen Juden und Deutschland – ein ambilavalentes Verhältnis. In: Recht und Wahrheit bringen Frieden. 1994, S. 251–266.
- Postwar German Diplomats and Their Efforts to Neutralize American Jewish Hostility: The First Decade. In: YIVO Annual. Band 22, 1995, Nr. 1, S. 155–201.
- Bilanz eines großen Juden. Nahum Goldmann zum 100. Geburtstag. In: Tribüne. Zeitschrift zum Verständnis des Judentums. 34/134 (1995), S. 62–70.
- mit Simona Kedmi (Hrsg.): At the Crossroads: World Jewry Faces its Future. Institute of the World Jewish Congress, Jerusalem 1996.
- The American Jewish Community’s Attitude To Germany: The Impact of Israel. In: The Journal of Israeli History. Politics, Society, Culture. Band 18, Nr. 2–3, 1997, S. 237–255. ISSN 1353-1042
- American Jewish Leaders and the Emerging Nazi threat (1928–January 1933). In: Jeffrey S. Gurock (Hrsg.): America, American Jews, and the Holocaust (= American Jewish History. Band 7). Routledge, New York 1998, S. 99–134.
- Ambiguous Relations: The American Jewish Community and Germany Since 1945, Jacob Rader Marcus Center of the American Jewish Archives. Wayne State University Press, Detroit, Mich. 1999, ISBN 0-8143-2723-0.
- Die Stimmung wird besser: Amerikas Juden und Deutschland. In: Tribüne. Zeitschrift zum Verständnis des Judentums. 38/151 (1999), S. 122–132. ISSN 0041-2716
- Die Rolle der amerikanisch-jüdischen Organisationen im trilateralen Verhältnis. In: Helmut Hubel (Hrsg.): Die trilateralen Beziehungen zwischen Deutschland, Israel und den USA. Landeszentrale für politische Bildung Thüringen, Erfurt 2001, ISBN 3-931426-47-5, S. 53–76.
- mit Simona Kedmi: The Jewish People at the Treshold of the New Millennium. World Jewish Congress. [Gehser-Symposium] Plenary Assembly; Jerusalem Institute of the World Jewish Congress, 2001.
- Von der Abgrenzung zum vorsichtigen Dialog: das amerikanische Judentum und Nachkriegsdeutschland. In: Detlef Junker, Philipp Gassert, Wilfried Mausbach, David B. Morris (Hrsg.): Die USA und Deutschland im Zeitalter des Kalten Krieges 1945–1990: ein Handbuch. Band 1: 1945–1968. Stuttgart / München 2001, S. 833–847.
- Constantly Disturbing the German Conscience: the Impact of American Jewry. In: Dan Michman (Hrsg.): Remembering the Holocaust in Germany, 1945–2000; German Strategies and Jewish Responses. Peter Lang, New York 2002, S. 121–141.
- From Negation to First Dialogues: American Jewry and Germany in the First Postwar Decades. In: Detlef Junker, Philipp Gassert, Wilfried Mausbach (Hrsg.): The United States and Germany in the Era of the Cold War, 1945–1990: A Handbook. Band 1: 1945–1968. Cambridge University Press, New York 2004, S. 550–558.
- The Twisted Road Toward Rapprochement: American Jewry and Germany Until Reunification. In: Detlef Junker, Philipp Gassert, Wilfried Mausbach (Hrsg.): The United States and Germany in the Era of the Cold War, 1945–1990: A Handbook. Band 2: 1968–1990. Cambridge University Press, New York 2004, S. 474–482.
- The Rise and Fall of the Social Democratic Press in Europe. Reprint from Kesher, no. 35, Winter 2007. (in Hebräisch)
- Helmut Schmidt: seine Beziehung zu Israel und den Juden. In: Wolfgang Benz (Hrsg.): Jahrbuch für Antisemitismusforschung. 17, Metropol Verlag, Berlin 2008, S. 297–321. Das Digitalisat ist seit Februar 2009 über das Portal compass-infodienst.de zugänglich.
- Nahum Goldmann and Germany After World War II. In: Mark A. Raider: Nahum Goldmann: Statesman without a State, Suny Press, Albany. Chaim Rosenberg School of Jewish Studies, the Chaim Weizmann Institute for the Study of Zionism and Israel, Tel Aviv University, Tel Aviv 2009, S. 207–231.
- Willy Brandt, die Juden und Israel. In: Jahrbuch für Antisemitismusforschung. Band 19, 2010, ISBN 978-3-940938-92-3, S. 379–404.
- The Quandt Family: Wealth, Responsibility, and Silence. In: Yad Vashem Studies. Band 40, 2012, Nr. 2, S. 195–215.

## Sekundärliteratur (Auswahl)
- Inge Günther: Angela Merkel trifft in der Knesset den passenden Ton - Mancher Israeli genießt die Nähe zur Kanzlerin. In: Stuttgarter Zeitung. 19. März 2008, S. 3.
- Inge Günther: Die Shoah erfüllt uns mit Scham. In: Kölner Stadt-Anzeiger. 19. März 2008, S. ?
- Inge Günther: Der richtige Ton - Angela Merkel meistert ihren schwierigen Auftritt vor dem israelischen Parlament gut und betont die besonderen Beziehungen zwischen Deutschen und Israelis. In: Badische Zeitung. 19. März 2008, S. 3.
- Marc-Christoph Wagner: Vom Feind zum Alliierten / Die deutsch-amerikanischen Beziehungen im Kalten Krieg. In: Neue Zürcher Zeitung. 24. Juli 2001, S. 7 (Ausland)
- Oliver Schmolke: Verschlungene Wege eines schwierigen Dialogs. Shlomo Shafir über deutsch-jüdisch-amerikanische Beziehungen. (Besprechung von Shlomo Shafirs Buch „Ambiguous Relations“, 1999). In: Der Tagesspiegel. 17072, 5. Juni 2000, S. 9. (Politische Literatur)
- Gisela Dachs: Kritik in Kürze. (Besprechung von Shlomo Shafirs Buch „Ambiguous Relations“, 1999). In: Die Zeit. 43, 21. Oktober 1999, S. ? (Literaturbeilage).
- Michael Wolffsohn: Deutsche, Juden und Amerika. (Besprechung von Shlomo Shafirs Buch „Ambiguous Relations“, 1999). In: Die Welt. 18. September 1999, S. 8. (Politisches Buch)
- Inge Günther: 50 Jahre UN-Beschluss zur Teilung Palästinas. In: Frankfurter Rundschau. 29. November 1997, S. 3.